# The Adventure of the Golden Pince-Nez

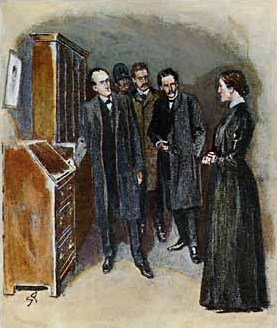

The Adventure of the Golden Pince-Nez(O Pincenê Dourado) é um conto de Arthur Conan Doyle, protagonizado por Sherlock Holmes e Dr. Watson, publicado pela primeira vez na Strand Magazine, em Julho de 1904, com ilustrações de Sidney Paget e na Collier´s Weekly, em Outubro de 1904, com ilustrações de Frederic Dorr Steele.

## Enredo

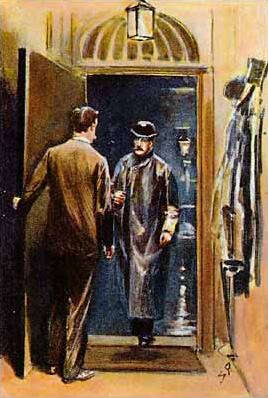
Stanley Hopkins visita Holmes e Watson em busca de auxílio.

Durante uma tempestade, o inspetor Stanley Hopkins procura o auxílio de Holmes para um caso muito singular: o assassinato de  Willoughby Smith, secretário do professor Coram. O jovem havia sido contratado há pouco tempo, com a função de escrever o que fosse pedido por Coram e pesquisar assuntos para os livros do professor. Mas Coram acaba sendo assassinado com uma facada no pescoço, e em sua mão foi encontrado um pince-nez de ouro.

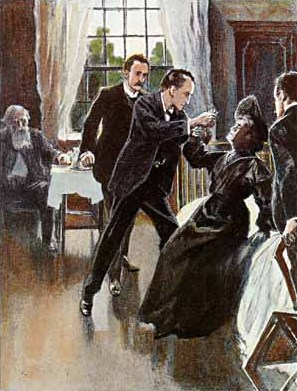
Anna se mata após confessar-se para Holmes.

Holmes começa as investigações e descobre que o assassino está escondido dentro da casa de Coram, e que este é ninguém menos do que Anna, sua esposa. Anos antes do fato, que se passou em 1984, Coram (na verdade Sergius), junto à esposa, faziam parte de uma irmandade, e assassinaram um policial. Todos menos Coram foram presos, já que o mesmo havia entregado os outros à polícia. A única coisa que poderia salvar o restante da irmandade era uma carta e o diário de Anna, que ficaram com Coram, com o objetivo de recuperar as provas de inocência de um integrante da irmandade, Alexis, que Anna invade a casa de Coram, que quando descoberta pelo mesmo dá uma facada em seu pescoço, após contar a história Anna pediu a Holmes que entregasse o marido ao governo russo e suicidou-se. 